# Cameron McEvoy
Cameron McEvoy (n. 13 mai 1994, Gold Coast, Queensland, Australia) este un înotător australian, medaliat olimpic. A participat la 3 ediții ale Jocurilor Olimpice (2012, 2016, 2020) în care a câștigat o medalie de bronz.